# Wörgl
Wörgl est une ville autrichienne du district de Kufstein, située dans la vallée de l'Inn au Tyrol.

## Géographie
Wörgl est blottie dans une courbe sur le flanc sud de la vallée de l'Inn, au confluent avec la Brixentaler Ache, à environ 65 km au nord-est de la capitale régionale Innsbruck.

## Histoire

### Expérience économique auXXesiècle
La réussite de l'expérience de la monnaie locale wära à Schwanenkirchen inspira la commune autrichienne de Wörgl sous l'impulsion de son maire, Michael Unterguggenberger, et devant la faillite menaçante, à établir un système semblable, mais sur la base de « certificats de travail ». Le 5 juillet 1932, le bourgmestre transforme la monnaie régulière circulant à Wörgl en une monnaie accélérée du type prôné par Silvio Gesell. La commune émet des bons de 1, 5 et 10 schillings qui seront nommés « bons-travail ». Ces bons avaient la particularité de diminuer de 1 % de leur valeur par mois, 10 schillings à ce régime perdraient en un an 1,20 schilling. Pour conserver des billets de valeur fixe, on pouvait, à la fin de chaque mois, moyennant la perception de la chute de 1 %, faire donner à la mairie un coup de tampon sur le billet, lui rendant sa pleine valeur. Les premiers billets furent émis en août 1932 pour une somme totale de 32 000 schillings. Cette somme était garantie à 100 % en argent autrichien régulier déposé à la caisse d'épargne locale. Cette forme de paiement fut stoppée le 15 septembre 1933, et définitivement interdite le 18 novembre de la même année,. La banque centrale autrichienne aurait craint pour son monopole de l'émission de monnaie.
Le premier emploi des bons fut l'organisation d'un plan de travaux publics. On paya le salaire des ouvriers et on régla les fournitures faites à la ville uniquement en bons-travail. C'est ainsi qu'ils furent introduits dans la circulation. La rapidité de circulation de cette monnaie locale permit d'effectuer en trois mois 100 000 schillings de paiements avec une quantité de bons de 12 000 schillings. Les différents commerces acceptaient donc bons et argent autrichien en parallèle. La nouvelle monnaie ne stimulant pas l'épargne, la caisse d'épargne de Wörgl qui connaissait un excédent de retraits sur ses dépôts de 10 000 schillings en juillet 1932, vit cet excédent tomber à 5 000 schillings en août, après l'introduction des bons et 1 an après les dépôts et les retraits s'équilibraient. Les communes voisines de Kirchbichl, Brixen im Thale, Hopfgarten im Brixental et Westendorf admettent la circulation des bons de Wörgl et émettront à leur tour des bons de travail. Le maire a même le projet de donner à Wörgl le statut d'un « État-libre » et « laboratoire monétaire » sous l'égide de la SDN.
L'expérience de Wörgl fit reculer le chômage de 25 % à l'époque de sa mise en œuvre (juillet 1932-septembre 1933), alors que sur l'ensemble de l'Autriche, pour la même période 1932-1933, le chômage augmenta de 20 %.

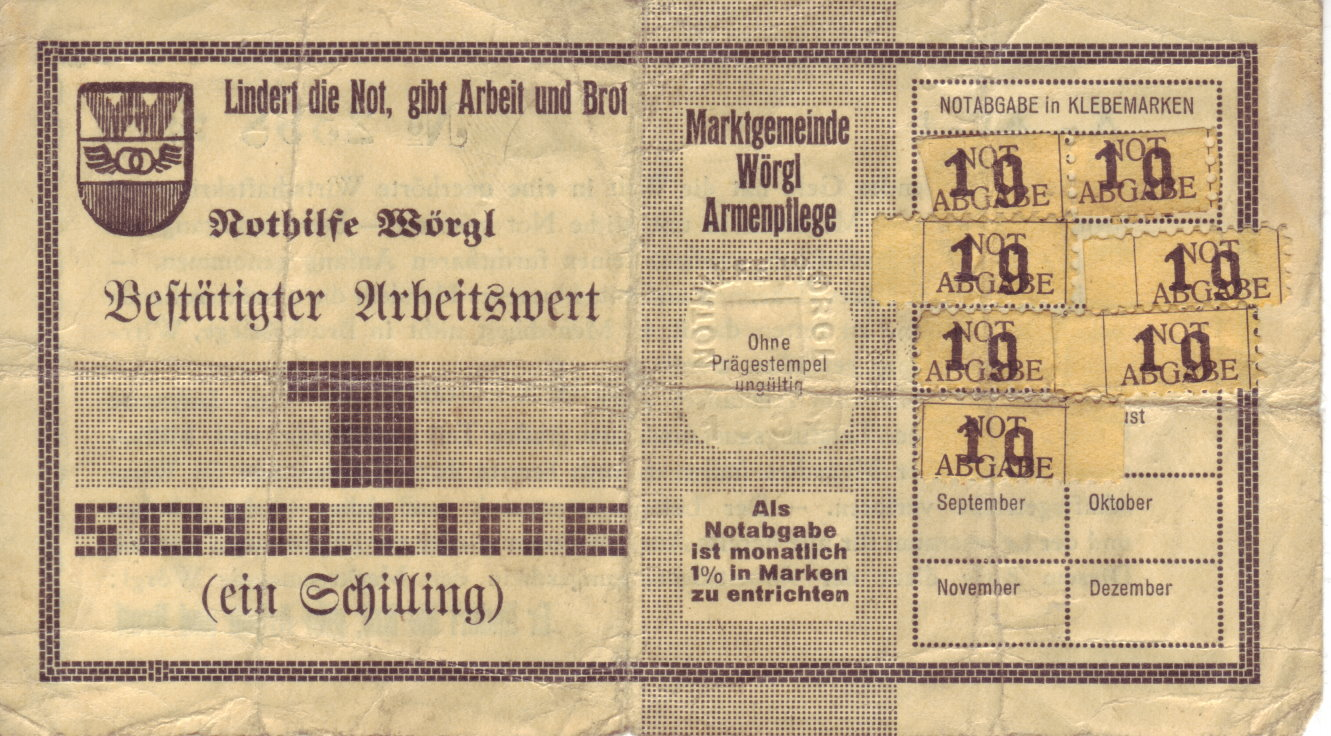
Un billet d'un schilling avec des timbres de surestaries de Wörgl.

## Politique et administration
La ville est dirigée par un conseil de 21 membres élus dont la maire, Hedwig Wechner.

## Personnalités
- Michael Unterguggenberger (1884-1936), maire de la ville de 1931 à 1934.
- Josefine Brunner (1909-1943), résistante contre le nazisme
- Reinhard Furrer (1940-1995), astronaute allemand.
- Gerhard Berger (né en 1959), pilote automobile.
- Stefan Horngacher (né en 1969), sauteur à ski.
- Richard Kitzbichler (né en 1974), footballeur.

### Filmographie
- La Monnaie miraculeuse, film autrichien d'Urs Egger (en) sorti en 2018